# ارسلان تفضلی
ارسلان رضایی تفضلی (زاده ۹ خرداد ۱۳۷۷ - رشت) بازیکن فوتبال اهل ایران است که برای باشگاه فوتبال نفت مسجدسلیمان بازی می‌کند.